# 72ste Oscaruitreiking
De 72ste Oscaruitreiking, waarbij prijzen werden uitgereikt aan de beste prestaties in films uit 1999, vond plaats op 26 maart 2000 in het Shrine Auditorium in Los Angeles. De ceremonie werd voor de zevende keer gepresenteerd door Billy Crystal. De genomineerden werden op 15 februari bekendgemaakt door Robert Rehme, voorzitter van de Academy, en acteur Dustin Hoffman in het Samuel Goldwyn Theater te Beverly Hills.
De grote winnaar van de avond was American Beauty, met in totaal acht nominaties en vijf Oscars.

## Winnaars en genomineerden
De winnaars staan bovenaan in vet lettertype.

#### Beste film
- American Beauty
  - The Cider House Rules
  - The Green Mile
  - The Insider
  - The Sixth Sense

#### Beste regisseur
- Sam Mendes - American Beauty
  - Lasse Hallström - The Cider House Rules
  - Spike Jonze - Being John Malkovich
  - Michael Mann - The Insider
  - M. Night Shyamalan - The Sixth Sense

#### Beste mannelijke hoofdrol
- Kevin Spacey - American Beauty
  - Russell Crowe - The Insider
  - Richard Farnsworth - The Straight Story
  - Sean Penn - Sweet and Lowdown
  - Denzel Washington - The Hurricane

#### Beste vrouwelijke hoofdrol
- Hilary Swank - Boys Don't Cry
  - Annette Bening - American Beauty
  - Janet McTeer - Tumbleweeds
  - Julianne Moore - The End of the Affair
  - Meryl Streep - Music of the Heart

#### Beste mannelijke bijrol
- Michael Caine - The Cider House Rules
  - Tom Cruise - Magnolia
  - Michael Clarke Duncan - The Green Mile
  - Jude Law - The Talented Mr. Ripley
  - Haley Joel Osment - The Sixth Sense

#### Beste vrouwelijke bijrol
- Angelina Jolie - Girl, Interrupted
  - Toni Collette - The Sixth Sense
  - Catherine Keener - Being John Malkovich
  - Samantha Morton - Sweet and Lowdown
  - Chloë Sevigny - Boys Don't Cry

#### Beste originele scenario
- American Beauty - Alan Ball
  - Being John Malkovich - Charlie Kaufman
  - Magnolia - Paul Thomas Anderson
  - The Sixth Sense - M. Night Shyamalan
  - Topsy-Turvy - Mike Leigh

#### Beste bewerkte scenario
- The Cider House Rules - John Irving
  - Election - Alexander Payne en Jim Taylor
  - The Green Mile - Frank Darabont
  - The Insider - Eric Roth en Michael Mann
  - The Talented Mr. Ripley - Anthony Minghella

#### Beste niet-Engelstalige film
- All About My Mother - Spanje
  - Caravan - Nepal
  - East-West - Frankrijk
  - Solomon and Gaenor - Verenigd Koninkrijk
  - Under the Sun - Zweden

#### Beste documentaire
- One Day in September - Arthur Cohn en Kevin Macdonald
  - Buena Vista Social Club - Wim Wenders en Ulrich Felsberg
  - Genghis Blues - Roko Belic en Adrian Belic
  - On the Ropes - Nanette Burstein en Brett Morgen
  - Speaking in Strings - Paola di Florio en Lilibet Foster

#### Beste camerawerk
- American Beauty - Conrad L. Hall
  - The End of the Affair - Roger Pratt
  - The Insider - Dante Spinotti
  - Sleepy Hollow - Emmanuel Lubezki
  - Snow Falling on Cedars - Robert Richardson

#### Beste montage
- The Matrix - Zach Staenberg
  - American Beauty - Tariq Anwar en Christopher Greenbury
  - The Cider House Rules - Lisa Zeno Churgin
  - The Insider - William Goldenberg, Paul Rubell en David Rosenbloom
  - The Sixth Sense - Andrew Mondshein

#### Beste artdirection
- Sleepy Hollow - Rick Heinrichs en Peter Young
  - Anna and the King - Luciana Arrighi en Ian Whittaker
  - The Cider House Rules - David Gropman en Beth Rubino
  - The Talented Mr. Ripley - Roy Walker en Bruno Cesari
  - Topsy-Turvy - Eve Stewart en John Bush

#### Beste originele muziek
- The Red Violin - John Corigliano
  - American Beauty - Thomas Newman
  - Angela's Ashes - John Williams
  - The Cider House Rules - Rachel Portman
  - The Talented Mr. Ripley - Gabriel Yared

#### Beste originele nummer
- "You'll Be in My Heart" uit Tarzan - Muziek en tekst: Phil Collins
  - "Blame Canada" uit South Park: Bigger, Longer & Uncut - Muziek en tekst: Trey Parker en Marc Shaiman
  - "Music of My Heart" uit Music of the Heart - Muziek en tekst: Diane Warren
  - "Save Me" uit Magnolia - Muziek en tekst: Aimee Mann
  - "When She Loved Me" uit Toy Story 2 - Muziek en tekst: Randy Newman

#### Beste geluid
- The Matrix - John Reitz, Gregg Rudloff, David Campbell en David Lee
  - The Green Mile - Robert J. Litt, Elliot Tyson, Michael Herbick en Willie D. Burton
  - The Insider - Andy Nelson, Doug Hemphill en Lee Orloff
  - The Mummy - Leslie Shatz, Chris Carpenter, Rick Kline en Chris Munro
  - Star Wars: Episode I: The Phantom Menace - Gary Rydstrom, Tom Johnson, Shawn Murphy en John Midgley

#### Beste geluidseffectbewerking
- The Matrix - Dane A. Davis
  - Fight Club - Ren Klyce en Richard Hymns
  - Star Wars: Episode I: The Phantom Menace - Ben Burtt en Tom Bellfort

#### Beste visuele effecten
- The Matrix - John Gaeta, Janek Sirrs, Steve Courtley en Jon Thum
  - Star Wars: Episode I: The Phantom Menace - John Knoll, Dennis Muren, Scott Squires en Rob Coleman
  - Stuart Little - John Dykstra, Jerome Chen, Henry F. Anderson III en Eric Allard

#### Beste kostuumontwerp
- Topsy-Turvy - Lindy Hemming
  - Anna and the King - Jenny Beavan
  - Sleepy Hollow - Colleen Atwood
  - The Talented Mr. Ripley - Ann Roth en Gary Jones
  - Titus - Milena Canonero

#### Beste grime
- Topsy-Turvy - Christine Blundell en Trefor Proud
  - Austin Powers: The Spy Who Shagged Me - Michèle Burke en Mike Smithson
  - Bicentennial Man - Greg Cannom
  - Life - Rick Baker

#### Beste korte film
- My Mother Dreams the Satan's Disciples in New York - Barbara Schock en Tammy Tiehel
  - Bror, Min Bror (Teis and Nico) - Henrik Ruben Genz en Michael W. Horsten
  - Killing Joe - Mehdi Norowzian en Steve Wax
  - Kleingeld (Small Change) - Marc-Andreas Bochert en Gabriele Lins
  - Major and Minor Miracles - Marcus Olsson

#### Beste korte animatiefilm
- The Old Man and the Sea - Aleksandr Petrov
  - Humdrum - Peter Peake
  - My Grandmother Ironed the King's Shirts - Torill Kove
  - 3 Misses - Paul Driessen
  - When the Day Breaks - Wendy Tilby en Amanda Forbis

#### Beste korte documentaire
- King Gimp - Susan Hannah Hadary en William A. Whiteford
  - Eyewitness - Bert Van Bork
  - The Wildest Show in the South: The Angola Prison Rodeo - Simeon Soffer en Jonathan Stack

#### Irving G. Thalberg Memorial Award
- Warren Beatty

#### Ere-award
- Andrzej Wajda, als erkenning voor vijf decennia buitengewone filmregie.[2]

## Films met meerdere nominaties
De volgende films ontvingen meerdere nominaties:
| Nominaties | Film                                     | Awards |
| ---------- | ---------------------------------------- | ------ |
| 8          | American Beauty                          | 5      |
| 7          | The Cider House Rules                    | 2      |
| 7          | The Insider                              |        |
| 6          | The Sixth Sense                          |        |
| 5          | The Talented Mr. Ripley                  |        |
| 4          | The Green Mile                           |        |
| 4          | The Matrix                               | 4      |
| 4          | Topsy-Turvy                              | 2      |
| 3          | Being John Malkovich                     |        |
| 3          | Magnolia                                 |        |
| 3          | Sleepy Hollow                            | 1      |
| 3          | Star Wars: Episode I: The Phantom Menace |        |
| 2          | Anna and the King                        |        |
| 2          | Boys Don't Cry                           | 1      |
| 2          | The End of the Affair                    |        |
| 2          | Music of the Heart                       |        |
| 2          | Sweet and Lowdown                        |        |